# 23 الميزان
23 الميزان هو نجم خافت من القدر 6.45  في كوكبة الميزان يبعد عن الأرض نحو 85 سنة ضوئية (26 فرسخ فلكي).موقع النجم في برج الميزان يجعلة مرئي من معظم سطح الأرض ومع ذلك فأن رؤيتة بالعين المجردة تتطلب سماء داكنة وظروف رؤية جيدة . لنجم 23 الميزان نظام كوكبي يتكون من كوكبين خارج المجموعة الشمسية مؤكدة .

## خصائص
23 الميزان من التصنيف النجمي G5 V فئة الضياء V تشير إلى أنة نجم من نجوم النسق الأساسي يولد طاقتة من خلال الانصهار الحراري النووي للهيدروجين في نواتة تشع هذه الطاقة من الغلاف الخارجي عند درجة حرارة فعالة تبلغ حوالي 5،585 كلفن مما يعطية الون الأصفر النموذجيي لنجوم النوع G. تتراوح تقديرات عمر هذا النجم من 8.4 إلى 11.1 مليار سنة، مما يجعلة أكبر بكثير من الشمس.
23 الميزان أكبر قليلا من الشمس، تقدر كتلنة بنحو 107٪ كتلة شمسية ونصف قطرة يعادل 125٪ نصف قطر شمسي. ويحتوي على وفرة عناصر أخرى غير الهيدروجين والهليوم، أعلى مما تحتوية الشمس. ويبدو أنه يدور ببطء، مع سرعة دوران متوقعة 2.2 كم∙ث−1 .

## النظام الكوكبي
في نوفمبر 1999 أعلن عن اكتشاف كوب يدور في نطاق صالح للحياة حول 23 الميزان أطلق علية 23 الميزان b . وفي 2009 تم اكتشاف كوكب إضافي 23 الميزان c .
| رفيق (بترتيب النجوم) | كتلة           | نصف محور (AU) | الفترة المدارية (يوم) | انحراف      | ميلان | نق |
| -------------------- | -------------- | ------------- | --------------------- | ----------- | ----- | -- |
| b                    | ≥ 1.59±0.02 مJ | 0.81±0.02     | 258.19±0.07           | 0.233±0.002 | —     | —  |
| c                    | ≥ 0.82±0.03 مJ | 5.8±0.5       | 5000±400              | 0.12±0.02   | —     | —  |